# Jedediah Purdy
Jedediah S. Purdy (sinh năm 1974 tại Chloe, West Virginia) là một giáo sư luật tại Đại học Duke và là tác giả của hai cuốn sách được thảo luận rộng rãi: For Common Things: Irony, Trust, and Commitment in America Today (1999) và Being America: Liberty, Commerce and Violence in an American World (2003). Ông cũng là tác giả của After Nature: A Politics for the Anthropocene (2015), The Meaning of Property: Freedom, Community and the Legal Imagination  (2010), và A Tolerable Anarchy: Rebels, Reactionaries, and the Making of American Freedom (2009).

## Tiểu sử
Purdy là con trai của Wally và Deirdre Purdy., được dạy tại nhà ở 
West Virginia cho đến trung học và tốt nghiệp Học viện Phillips Exeter, Đại học Harvard (nơi ông được học bổng Truman và là thành viên của khóa 1997), và Trường Luật Yale (khóa2001). Sau khi học luật, ông làm viên lục sự cho Pierre N. Leval của Tòa án phúc thẩm Hoa Kỳ ở New York. Ông cũng làm việc trong ban cố vấn biên tập của tờ Ethics & International Affairs. Ngoài ra, ông là một nhà nghiên cứu tại New America Foundation, một think tank đã được mô tả như có định hướng cải tổ cơ bản trung dung.